# Гайб
Гайб (араб. غيب‎) — тайное, сокровенное; то, что невозможно увидеть глазами или ощутить органами чувств, но можно познать интуитивно. Обычно так называют все сущее, которое находится за пределами человеческого разума. Вера в гайб составляет неотъемлемую часть религиозной жизни мусульман.

## В исламе
Слово гайб (араб. غيب‎) происходит от корня ги́б означающее: «отсутствовать», «быть скрытым, невидимым».
Гайб не существует для Аллаха, знание Которого абсолютно. Только Аллах знает то, что сокрыто от людей. В Коране сообщается, что «сокровенное принадлежит только Аллаху». В других аятах говорится, что гайб известен только Аллаху и о нём не имеют познаний даже Его посланники (расуль).
Согласно Корану, все бытие делится на сокрытое, сокровенное (алям аль-гайб) и явное (алям аш-шахада), которое можно постичь разумом.
Алям аль-гайб делятся на 2 части:
1. Сущности, явления, феномены, о существовании которых знает только Аллах и о которых поэтому никакой информации быть не может;
2. Любое бытие, существование которого ощутить невозможно, но которые неоспоримы. К таковым относятся, например, атрибуты Аллаха, ангелы, Рай, Ад и т. д.[5]

В шиизме гайбатом (гайбой) называют «сокрытое» существование имама Мухаммада ибн аль-Хасана аль-Махди.